# Im Bergkamp
Im Bergkamp ist ein Naturschutzgebiet in der niedersächsischen Gemeinde Luhden in der Samtgemeinde Eilsen im Landkreis Schaumburg.
Das Naturschutzgebiet mit dem Kennzeichen NSG HA 130 ist 2 Hektar groß. Es liegt innerhalb des Naturparks Weserbergland Schaumburg-Hameln südlich von Luhden am Nordhang des Wesergebirges. Hier hat sich ein Halbtrockenrasen auf flachgründigem Kalkstein des Unteren und Oberen Jura entwickelt. Dieser ist Lebensraum zahlreicher bedrohter Tier- und Pflanzenarten.
Das Gebiet steht seit dem 5. Mai 1988 unter Naturschutz. Zuständige untere Naturschutzbehörde ist der Landkreis Schaumburg.